# Swallow SS1
Swallow SS1 – samochód osobowy produkowany przez brytyjskie przedsiębiorstwo motoryzacyjne Swallow od roku 1932.

## Dane techniczne

### Silnik
- Silnik: S6 2054 cm³[1]
- Moc maksymalna: 48 KM (36 kW)[1]

### Osiągi
- Przyspieszenie 0−97 km/h: b.d.
- Prędkość maksymalna: 121 km/h[1]